# 산화 아이오딘
산화 아이오딘은 산소의 아이오딘화물의 총칭이며 다음과 같은 세가지 형태가 있다.
- I2O5
- I2O4
- I4O9

## 같이 보기
- 플루오린화 산소
- 산화 브로민